# Agilkia
Agilkia (arabisch جزيرة أجيليكا, DMG Ǧazīrat Aǧīlīkā) ist eine Binneninsel im Stausee der alten Assuan-Staumauer im Süden Ägyptens, etwa 12 km von Assuan entfernt. Sie ist seit 1979 Teil der UNESCO-Welterbestätte Nubische Denkmäler von Abu Simbel bis Philae.

## Sehenswürdigkeiten
Agilkia ist der heutige Standort der umgesiedelten altägyptischen Tempelanlage von Philae, die durch den Bau des alten Staudamms 1902 teilweise bis vollständig überflutet wurde. Die Verlegung des Tempels von der Insel Philae geschah im Rahmen eines umfassenderen UNESCO-Projekts im Zusammenhang mit dem Bau des neuen Assuan-Staudamms in den 1960er Jahren und der Überflutung zahlreicher Stätten durch den großen Stausee flussaufwärts.
Die Insel Agilkia ist ein beliebter Anlaufpunkt für Kreuzfahrtschiffe und kann in 3 Minuten mit dem Boot vom Ufer aus erreicht werden. Touristen kommen vor allem um den Isis-Tempel zu besichtigen, der zu den ältesten Teilen der Anlage gehört. Zu den weiteren Attraktionen gehören der Kiosk von Nektanebos und das Hadrianstor mit der letzten datierbaren Inschrift in ägyptischen Hieroglyphen.

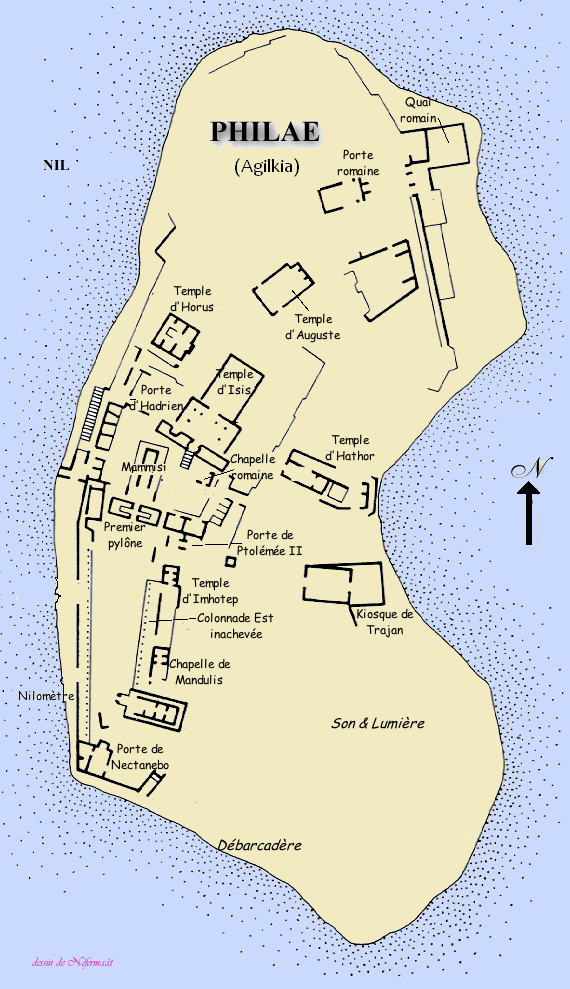
Karte
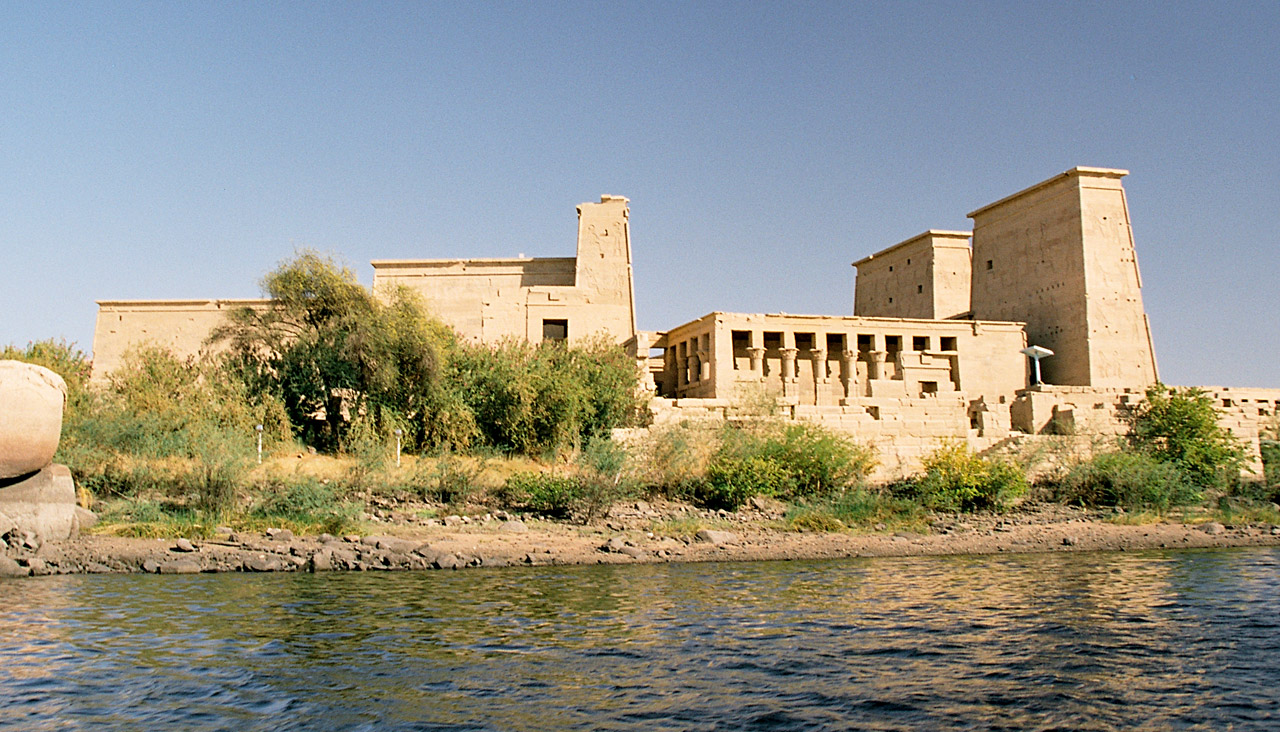
Blick vom Nil auf den Tempel von Philae
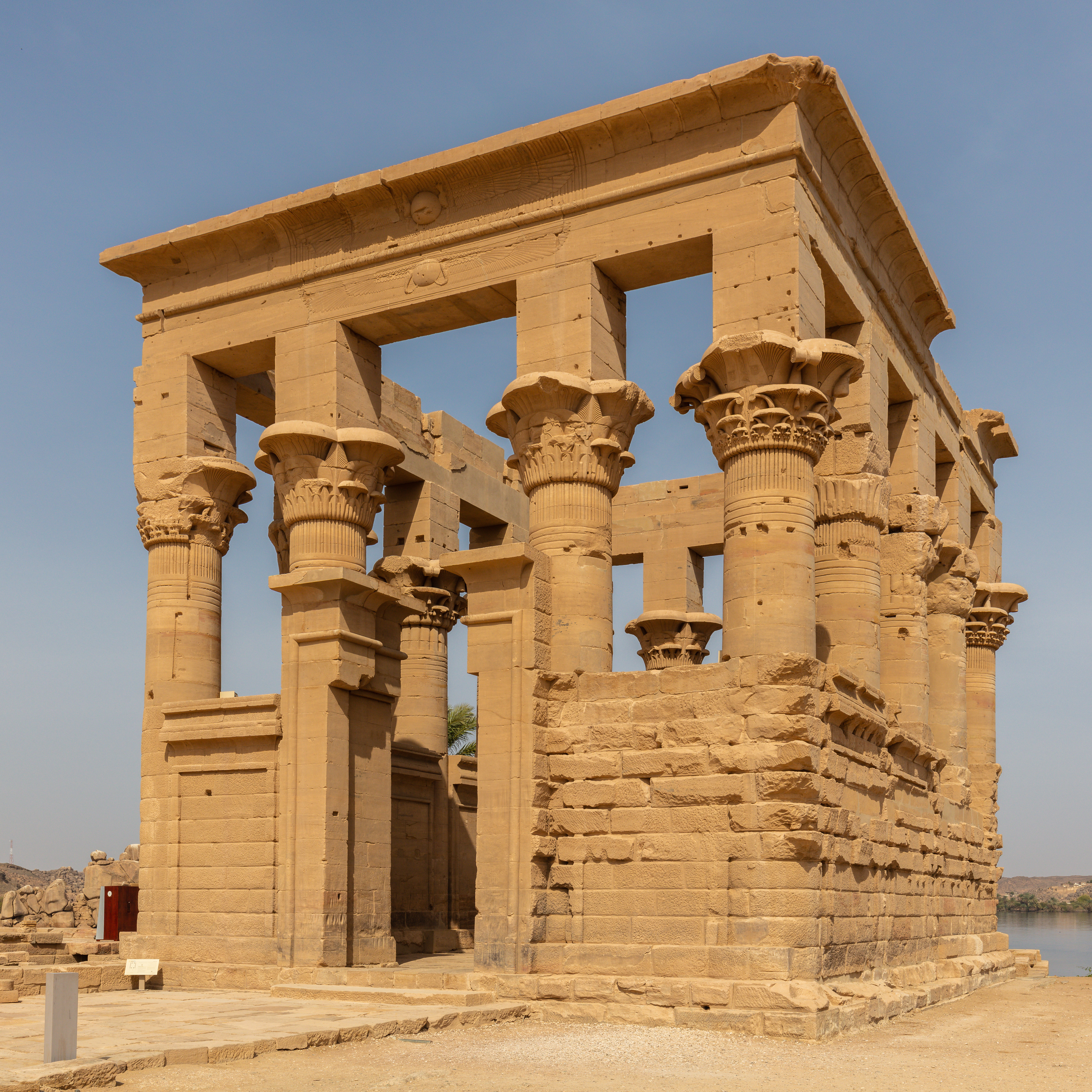
Kiosk des Trajan
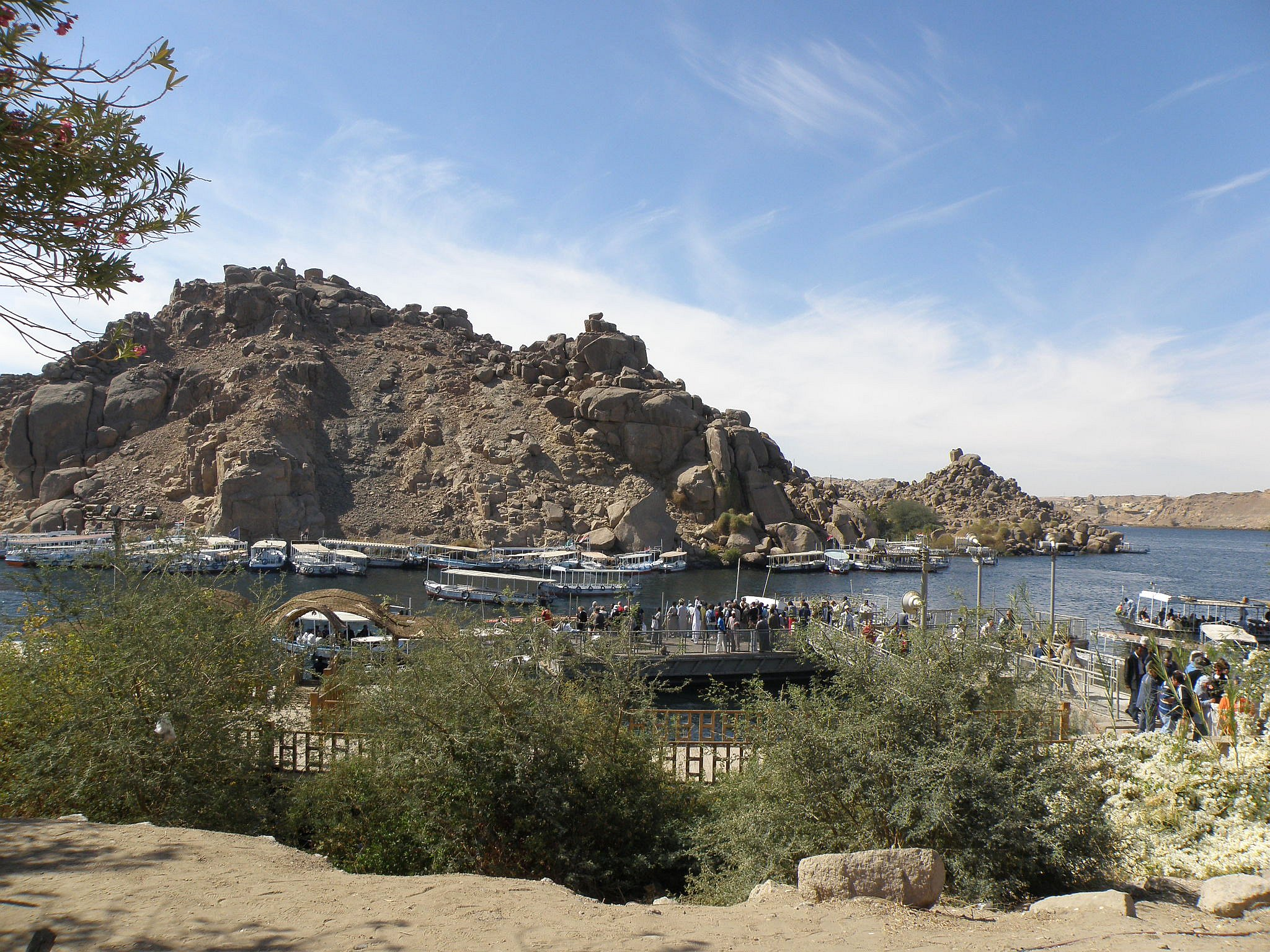
Bootsanlegestelle

## Als Namensgeber
Agilkia war der offizielle Name für den Landeplatz der Rosetta-Mission auf dem Kometen 67P/Churyumov-Gerasimenko. Der Name wurde aus 8.000 Einsendungen ausgewählt, nachdem die europäische Raumfahrtbehörde die Bevölkerung um Vorschläge gebeten hatte. Der Name Agilkia wurde im Rahmen des Wettbewerbs von mehr als 150 Personen vorgeschlagen.